# Anablepsoides micropus
Anablepsoides micropus és un peix de la família dels rivúlids i de l'ordre dels ciprinodontiformes. Es troba a Sud-amèrica: Brasil. Poden atènyer fins a 6 cm de longitud total.